# ۲۸۰ برادوی
۲۸۰ برادوی (انگلیسی: 280 Broadway) یک ساختمان اداری در خیابان برادوی، منهتن، نیویورک است.
این ساختمان که در سال ۱۸۴۵ شروع به ساخت و در سال ۱۸۴۶ افتتاح شده‌است دارای ۷ طبقه و ۲۳٫۶۳ متر ارتفاع می‌باشد.

## نگارخانه

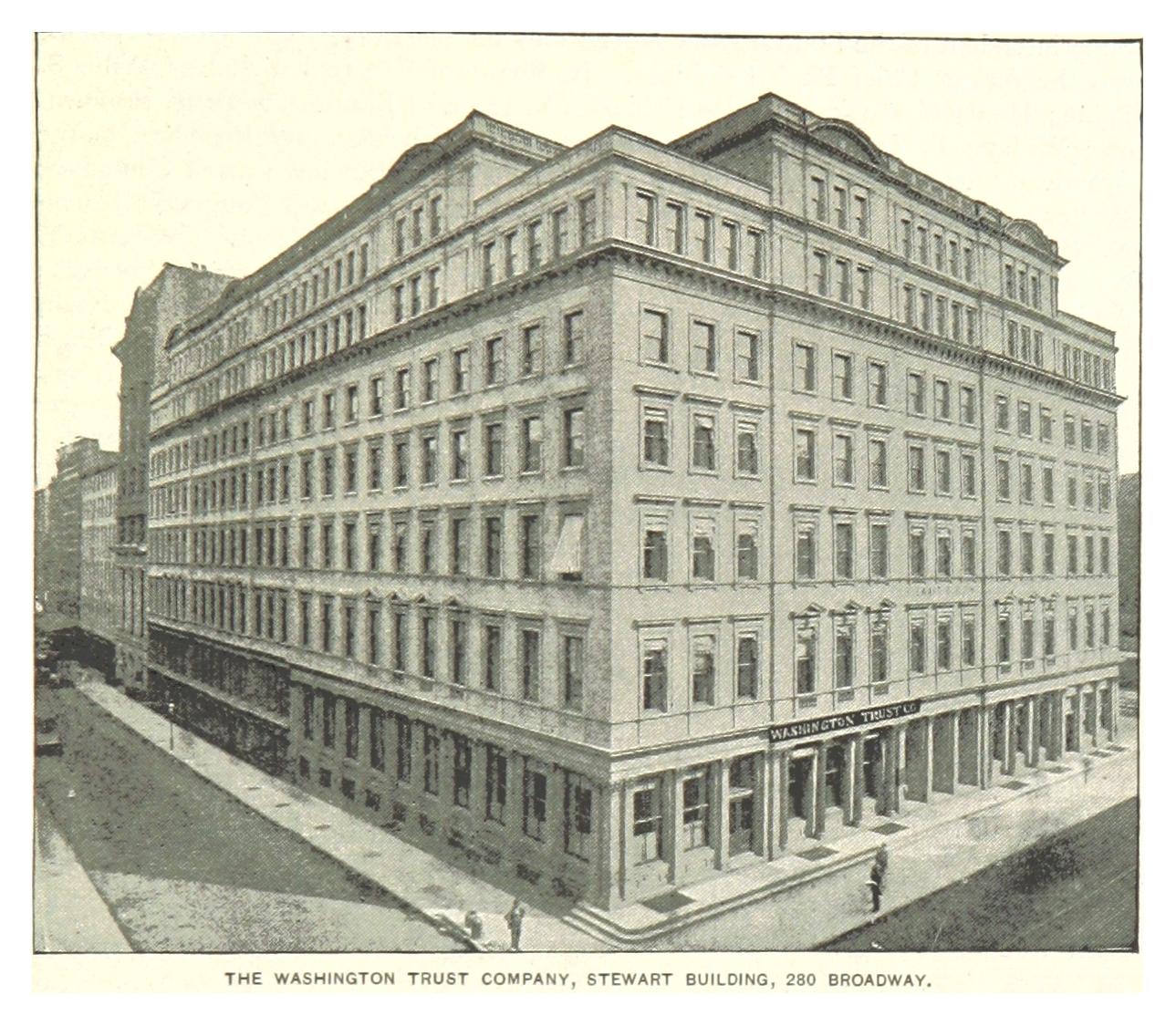
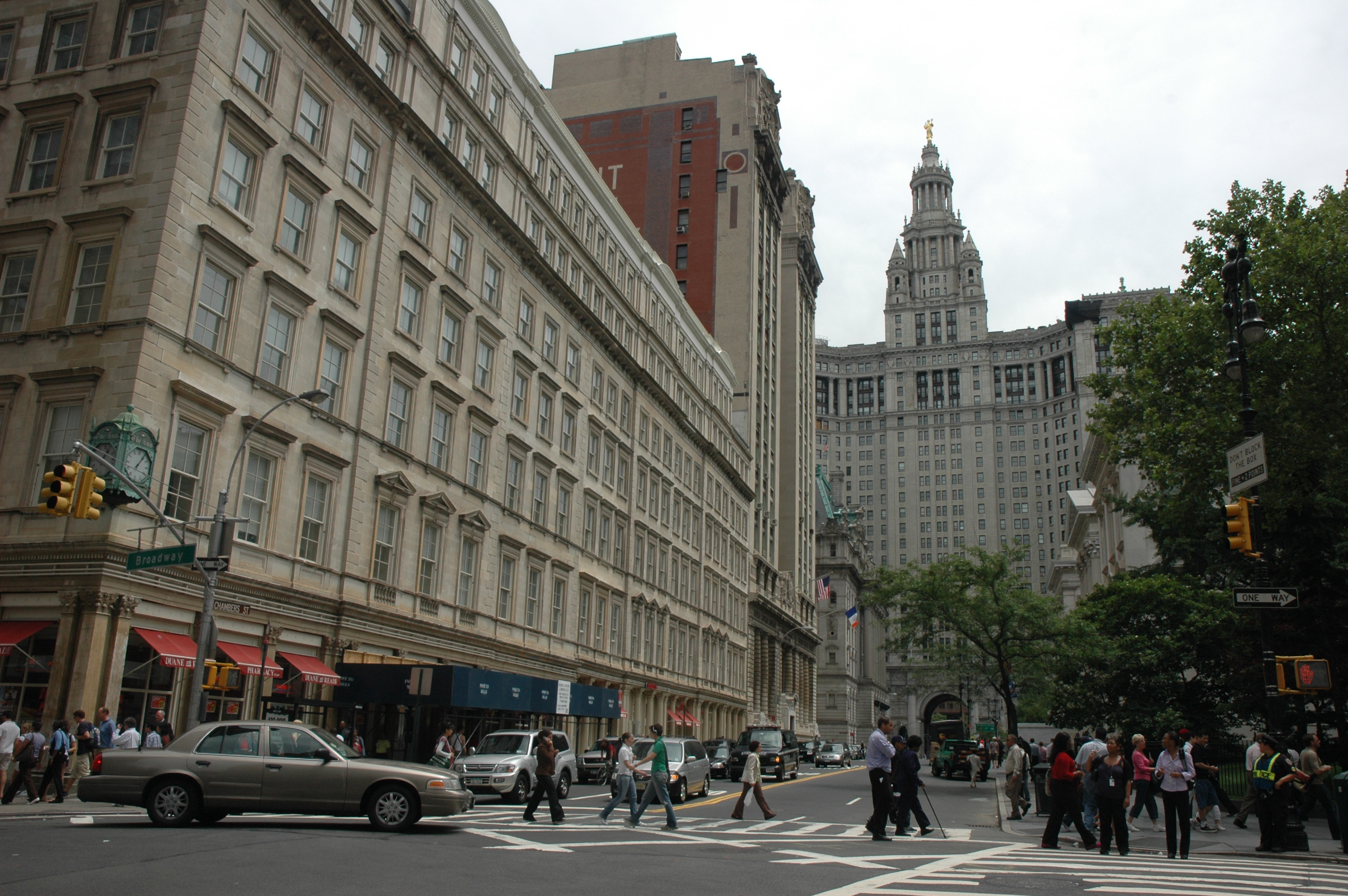
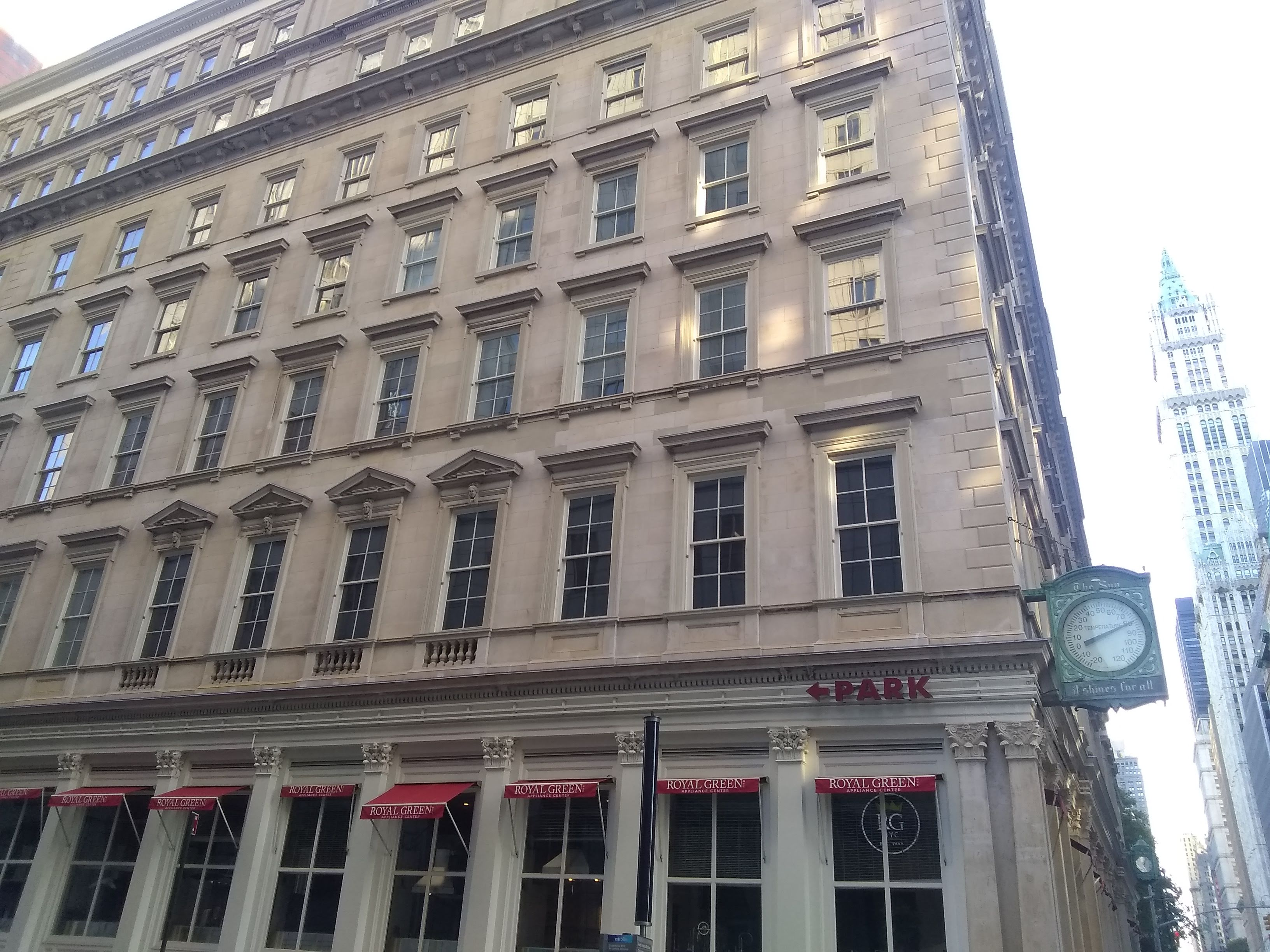
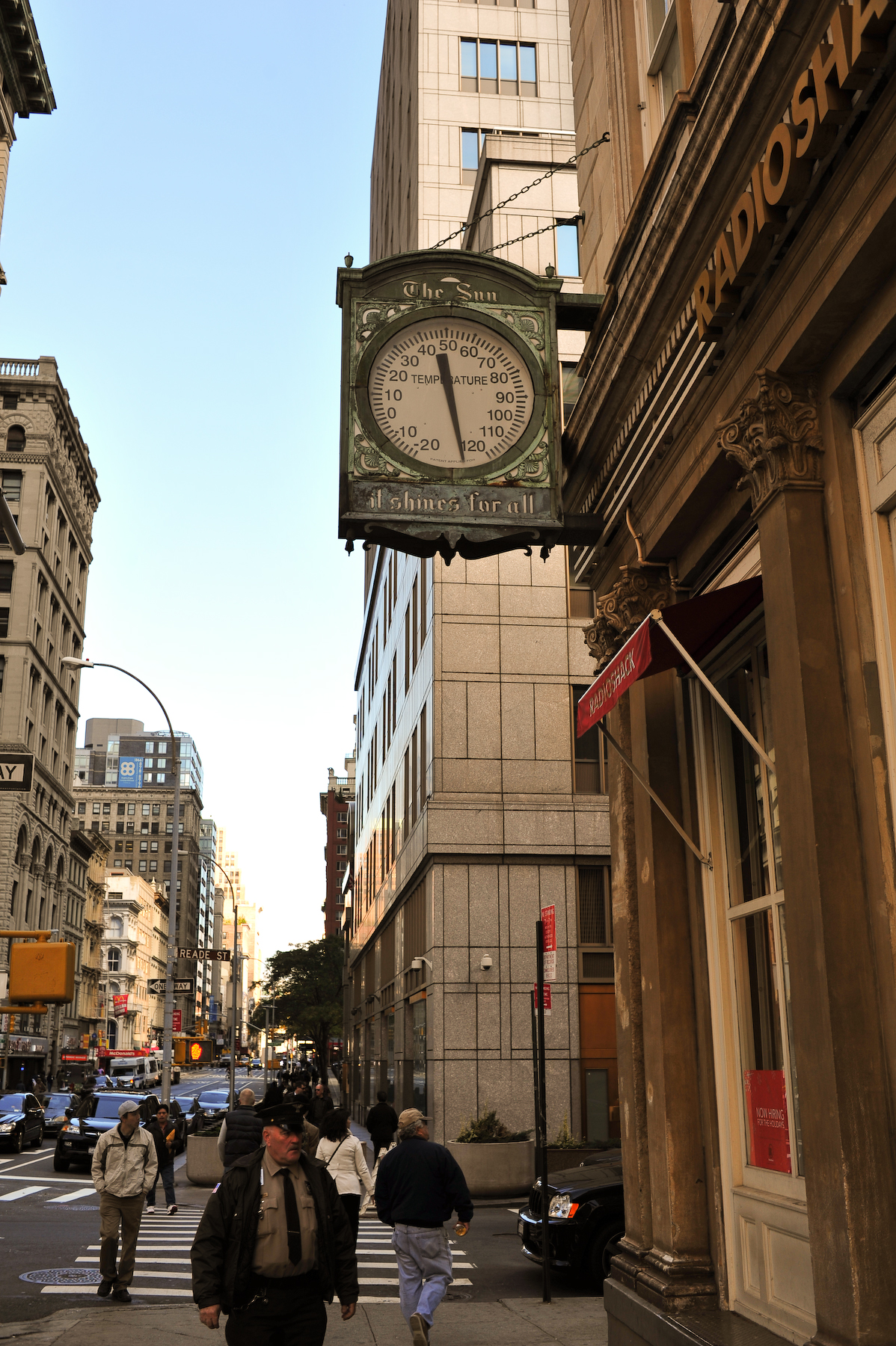